# 梁紹儒
梁紹儒（1509年—1573年），字存業，号玉庵，山東兖州府東平州人，明朝政治人物。

## 生平
山東鄉試第十一名，嘉靖二十年（1541年）辛丑科會試第二百五十三名，三甲第一百一十八名進士。選庶吉士，二十二年十月授翰林院檢討，庚戌會試同考，三十一年六月被礼科给事中袁洪愈弹劾，调外任，绍儒乞以原职致仕，被准许。萬曆元年卒，年六十五。

## 事跡
梁紹儒與大學士嚴嵩交善，被給事中袁洪愈彈劾「阿附權要」，被改外任。

## 家族
曾祖梁安，曾任廣平知府 贈監察御史；祖父梁覲，曾任陕西按察司副使；父梁穀，正德辛未進士，曾任吏部考功司主事，仕至德王府長史。母孔氏，衍聖公孔弘緒之女。慈侍下。。